# Псевдо-Арістотель
Псе́вдо-Арісто́тель — загальне ім'я для авторів філософських та медичних робіт, що приписували свої праці Арістотелю, а також для тих, чиї роботи були пізніше прийняті за роботи Арістотеля. У Середньовіччі чимало європейських та арабських авторів видавали свої праці за арістотелевські, оскільки це приносило їхнім працям відомість та визнання.